# Уруапан
Уруа́пан (исп. Uruapan) — город в муниципалитете Уруапан Мексики, входит в штат Мичоакан. Население 315 000 человек (2010).
Город обслуживает аэропорт де Уруапан.

## История
В 1533 году город основал Фрай Хуан де Сан Мигель.